# Swami
Swami o svami (en sànscrit: स्वामी svāmī [sʋaːmiː]) és un títol de l'hinduisme que s'atorga s'atorga a persones de vida austera, ascetes, que es dediquen a l'ensenyament o a la predicació. És especialment per ascetes o ioguis que s'han iniciat en un orde religiós monàstic fundat per algun mestre religiós. Hom creu que va ser utilitzat originalment per als que van ser iniciats pel moviment Advaita Vedanta, iniciat per Adi Xankara. La majoria dels estudiosos de Vedanta utilitzen el terme Swami. També és un títol donat a persones reconegudes com a docents o instructors espirituals.
El significat de l'arrel sànscrita de la paraula és "un que és un amb el seu jo" ("Swa" significa a si mateix). L'ús d'aquesta paraula no és només per a un iogui sinó també per a un religiós guru, amb deixebles o sense.
En bengalí, la paraula (pronunciada [ʃami]), tot i portar el seu significat original, té un doble significat de "marit". La paraula també significa "marit" en malai, on s'escriu "Suami". "Swami" també significa "marit" a Khmer i Odiya. La paraula tailandesa per al marit, sami (สามี), també és un derivat de la paraula swami.